# 拉布雷維訥
拉布雷維訥（法語：La Brévine，法語發音：[la bʁevin]）是瑞士納沙泰爾州的一个市镇，位於該國西部，面積41.82平方公里，海拔高度1,043米，2011年人口643，七成人口信奉基督教，人口密度每平方公里15人。